# Projet Montréal
"Projet Montréal" (Oficialmente  Projet Montréal - Équipe Valérie Plante), en español: Proyecto Montreal - Equipo Valérie Plante, es un partido político municipal de ideología progresista y ecologista, en Montreal, Quebec, Canadá. Fundado en 2004,  está dirigido por Valérie Plante, y posee la mayoría de escaños en el  Ayuntamiento de Montreal.

## Orígenes
Projet Montréal es posiblemente el primer partido desde el Movimiento de Ciudadanos de Montreal (RCM por sus siglas en inglés) que no fue específicamente establecido para promover un candidatura para la alcaldía. Este fue creado por activistas medioambientales en mayo de 2004.

## Rendimiento electoral
Richard Bergeron era el candidato con mayor rendimiento electoral. Este fue elegido al Ayuntamiento en 2005 y reunió 8.53% del voto para alcalde.
En septiembre de 2006 en la elección parcial realizada en el distrito de Marie-Victorin, el candidato y ex-concejal por el partido Projet Montreal, Kettly Beauregard, ganó con un 31.7% de los votos, llegando firmemente al segundo lugar.
En diciembre de 2007, el candidato Jean-Claude Marsan tomó el segundo puesto con 37.43% en una elección parcial para reemplazar al alcalde del borough o burgo de Outremont, Stephane Harbour. Al mismo tiempo,  había una elección parcial en el distrito Robert-Bourassa de Outremont  para reemplazar a Marie Cinq-Mars, quién hizo campaña para la posición de alcaldesa del borough. La candidata Denise Rochefort también obtuvo segundo puesto, con 35.13% de los votos.
En la elección municipal de 2009 en Montreal, Bergeron dirigió el partido firmemente, haciendo que las encuestas muestren el aumento a un firme tercer puesto, ganando catorce escaños en los consejos de la ciudad y los borough, incluyendo dos alcaldes de borough, y sobrepasando a Le Plateau-Mont-Royal.
En abril de 2012, Érika Duchesne ganó un elección parcial en el distrito Vieux-Rosemont de Rosemont-La Petite Patrie, dando a Projet Montreal su 11.º escaño en el consejo del ayuntamiento.
En la elección municipal de 2013 en Montreal , Projet Montréal duplicó su número de escaños dentro del ayuntamiento, yendo de 10 a 20. Projet Montreal pasó a ser la oposición oficial  en contra del equipo de Denis Coderre. Después de la elección, Richard Bergeron declaró que  dimitiría a su liderazgo del partido dentro de los próximos 12 o 24 meses. Admitió que estaba decepcionado con los resultados de elección, pero que permanecería para hacer de Projet Montréal una oposición verdadera frente a   la administración de Coderre.
En la Elección Municipal de 2017 en Montreal, Projet Montreal ganó una mayoría de escaños en el ayuntamiento y logró que su candidata a alcaldesa, Valérie Plante, pase a ser la alcaldesa de Montreal.

## Ideología
Projet Montréal defiende el urbanismo sostenible, el cual es la aplicación  de los principios de desarrollo sostenible a un encuadre urbano, como el centro de Montreal . Uno de las propuestas del partido consta de construir tren ligero para hacer lo siguiente:
- Reducir el tráfico automovilístico;
- Dar más espacio para peatones y ciclistas;
- Aumentar la calidad de vida de los residentes
- Revertir la dispersión urbana.[6]

La propuesta de 2009 de Projet Montréal  elabora compromisos para siete aspectos importantes de la vida urbana:
1. Renovación y expansión de la democracia participativa
2. Alojamiento asequible, reforzando el tejido sociourbano
3. Transporte sostenible
4. Sostenibilidad medioambiental
5. Desarrollo económico
6. Cultura
7. Imputabilidad y servicios públicos

## Concejales
Projet Montréal actualmente posee los siguientes escaños en el Consejo Municipal de Montreal y consejos de burgo.

### Concejales de ciudad
| Burgo                                | Posición                                                                    | Partido | Nombre                   | Ubicación |
| ------------------------------------ | --------------------------------------------------------------------------- | ------- | ------------------------ | --------- |
| Ville-Marie                          | Alcaldesa de Montreal                                                       | PM      | Valérie Plante           | C         |
| Ahuntsic-Cartierville                | Alcalde de burgo                                                            | PM      | Émilie Thuillier         | NO        |
| Ahuntsic-Cartierville                | Concejal, Ahuntsic                                                          | PM      | Nathalie Goulet          | NO        |
| Ahuntsic-Cartierville                | Concejal, Sault-au-Récollet                                                 | PM      | Jérôme Normand           | NO        |
| Côte-des-Neiges–Notre-Dame-de-Grâce  | Alcalde de burgo                                                            | PM      | Sue Montgomery           | C         |
| Côte-des-Neiges–Notre-Dame-de-Grâce  | Concejal, Côte-des-Neiges                                                   | PM      | Magda Popeanu            | C         |
| Côte-des-Neiges–Notre-Dame-de-Grâce  | Concejal, Loyola                                                            | PM      | Christian Arseneault     | C         |
| Côte-des-Neiges–Notre-Dame-de-Grâce  | Concejal, Notre-Dame-de-Grâce                                               | PM      | Peter McQueen            | C         |
| L'Île-Bizard–Sainte-Geneviève        | Alcalde de burgo                                                            | PM      | Normand Marinacci        | NW        |
| Lachine                              | Alcalde de burgo                                                            | PM      | Maja Vodanovic           | S         |
| Lachine                              | Concejal                                                                    | PM      | Micheline Rouleau        | S         |
| Mercier–Hochelaga-Maisonneuve        | Alcalde de burgo                                                            | PM      | Pierre Lessard-Blais     | E         |
| Mercier–Hochelaga-Maisonneuve        | Concejal, Hochelaga                                                         | PM      | Éric Alan Caldwell       | E         |
| Mercier–Hochelaga-Maisonneuve        | Concejal, Maisonneuve–Longue-Pointe                                         | PM      | Laurence Lavigne Lalonde | E         |
| Mercier–Hochelaga-Maisonneuve        | Concejal, Tétreaultville                                                    | PM      | Suzie Miron              | E         |
| Outremont                            | Alcalde de burgo                                                            | PM      | Philipe Tomlinson        | C         |
| Le Plateau-Mont-Royal                | Alcalde de burgo                                                            | PM      | Luc Ferrandez            | C         |
| Le Plateau-Mont-Royal                | Concejal, De Lorimier                                                       | PM      | Marianne Giguère         | C         |
| Le Plateau-Mont-Royal                | Concejal, Jeanne-Mance                                                      | PM      | Alex Norris              | C         |
| Le Plateau-Mont-Royal                | Concejal, Milla-Fin                                                         | PM      | Richard Ryan             | C         |
| Rosemont–La Petite-Patrie            | Alcalde de burgo                                                            | PM      | François Croteau         | E         |
| Rosemont–La Petite-Patrie            | Concejal, Etienne-DesmarteauCouncillor, Étienne-Desmarteau                  | PM      | Stéphanie Watt           | E         |
| Rosemont–La Petite-Patrie            | Concejal, Marie-Victorin                                                    | PM      | Jocelyn Pauzé            | E         |
| Rosemont–La Petite-Patrie            | Concejal, Santo-Édouard                                                     | PM      | François Limoges         | E         |
| Rosemont–La Petite-Patrie            | Concejal, Vieux-Rosemont                                                    | PM      | Christine Gosselin       | E         |
| Le Sud-Ouest                         | Alcalde de burgo                                                            | PM      | Benoit Dorais            | S         |
| Le Sud-Ouest                         | Concejal, Saint-Henri-Est–Petite-Bourgogne–Pointe-Saint-Charles–Griffintown | PM      | Craig Sauvé              | S         |
| Le Sud-Ouest                         | Concejal, Saint-Paul–Émard–Saint-Henri-Ouest                                | PM      | Anne-Marie Sigouin       | S         |
| Verdun                               | Concejal, Desmarchais-Crawford                                              | PM      | Sterling Downey          | S         |
| Ville-Marie                          | Concejal, Saint-Jacques                                                     | PM      | Robert Beaudry           | C         |
| Ville-Marie                          | Concejal, Sainte-Marie                                                      | PM      | Sophie Mauzerolle        | C         |
| Villeray–Saint-Michel–Parc-Extension | Alcalde de burgo                                                            | PM      | Giuliana Fumagalli       | E         |
| Villeray–Saint-Michel–Parc-Extension | Concejal, François-Perrault                                                 | PM      | Sylvain Ouellet          | E         |
| Villeray–Saint-Michel–Parc-Extension | Concejal, Villeray                                                          | PM      | Rosannie Filato          | E         |

### Concejales de burgo
Los concejales de ciudad listados arriba se asientan en sus respectivos burgos. En adición a esos, el partido posee los siguientes escaños en los consejos de burgo.
| Burgo                                    | Posición                                                             | Partido | Nombre                |
| ---------------------------------------- | -------------------------------------------------------------------- | ------- | --------------------- |
| L'Île-Bizard–Sainte-Geneviève            | Concejal de burgo, Denis-Benjamin-Viger                              | PM      | Christian Larocque    |
| L'Île-Bizard–Sainte-Geneviève            | Concejal de burgo, Jacques-Bizard                                    | PM      | Richard Samoszewski   |
| L'Île-Bizard–Sainte-Geneviève            | Concejal de burgo, Pierre-Foretier                                   | PM      | Yves Sarault          |
| Lachine                                  | Concejal de burgo, Du Canal                                          | PM      | Julie-Pascale Provost |
| Lachine                                  | Concejal de burgo, Fort-Rolland                                      | PM      | Michèle Flannery      |
| Lachine                                  | Concejal de burgo, J.-Émery-Provost                                  | PM      | Younes Boukala        |
| Outremont                                | Concejal de burgo, Claude-Ryan                                       | PM      | Mindy Pollak          |
| Outremont                                | Concejal de burgo, Jeanne-Sauvé                                      | PM      | Fanny Magini          |
| Outremont                                | Concejal de burgo, Joseph-Beaubien                                   | PM      | Valérie Patreau       |
| Le Plateau-Mont-Royal                    | Concejal de burgo, De Lorimier                                       | PM      | Josefina Blanco       |
| Le Plateau-Mont-Royal                    | Concejal de burgo, Jeanne-Mance                                      | PM      | Maeva Vilain          |
| Le Plateau-Mont-Royal                    | Concejal de burgo, Milla-Fin                                         | PM      | Marie Plourde         |
| Rivière-des-Prairies–Pointe-aux-Trembles | Concejal de burgo, La Pointe-aux-Prairies                            | PM      | Lisa Christensen      |
| Le Sud-Ouest                             | Concejal de burgo, Saint-Henri–Petite-Bourgogne–Pointe-Saint-Charles | PM      | Sophie Thiébaut       |
| Le Sud-Ouest                             | Concejal de burgo, Saint-Paul–Émard                                  | PM      | Alain Vaillancourt    |
| Verdun                                   | Concejal de burgo, Desmarchais-Crawford (1)                          | PM      | Luc Gagnon            |
| Verdun                                   | Concejal de burgo, Desmarchais-Crawford (2)                          | PM      | Marie-Andrée Mauger   |